# 仲谷一志のトンガリキック!!
『仲谷一志のトンガリキック!!』（なかたにひとしのトンガリキック）は、2015年4月から2016年3月までRKB毎日放送（RKBラジオ）で放送されていたトーク番組である。

## 番組概要
仲谷が毎週気になった話題にかかわる人物と生電話でトークをする番組。

番組後半ではリスナーにも電話をつないでいた。

## 放送時間
- 月曜日 20:00-20:45（JST）
  - 7月-12月は『博多華丸のくろいさでつながるバイ!』を放送するため20:00-20:30の放送だった。

## パーソナリティ
- 仲谷一志

## エピソード
- 番組に電話出演したリスナーには、ノベルティグッズの靴磨きセットが送られていた。